# Ciwan Haco
Ciwan Haco, folkbokförd Ciwan İbrahim Haco, född 17 augusti 1957 i Tirbêspî, nära Al-Qamishli i den syriska delen av Kurdistan, är en kurdisk artist. I dagsläget är Haco bosatt i Gävle.

## Biografi
Haco föddes den 17 augusti 1957 i Qamishli, Syrien. Hans familj kommer från byn Doğançay (kurdiska: Mizizah) i Midyat-distriktet i Mardin-provinsen i Turkiet. Under Sheikh Said-upproret migrerade hans stam till Syrien.
Efter att Ciwan Haco läste klart gymnasiet fortsatte han sina studier i Tyskland. Han studerade musik vid Ruhruniversitetet i Bochum i tre år.
Ciwan Haco är en av de allra första kurdiska artister att kombinera kurdiska folkmusik med västerländsk stil popmusik, rock, blues och jazz. Han har släppt totalt 17 album, varav ett är inspelat video live-VCD och DVD av hans berömda konsert i Batman, Turkiet år 2003, som besöktes av cirka en miljon människor.
I likhet med andra kända kurdiska sångare som Şivan Perwer använder Haco ibland dikt av kända kurdiska poeter som Cigerxwîn eller Qedrîcan i hans låtar.
Kanalen SVT2 sände dokumentärfilmen Vägen till Diyarbekir (2011), där Ciwan Haco berättar om sitt liv och längtan efter sitt land.

## Diskografi

### Album
- 1970 – Emîna Emîna
- 1979 – Pêşmerge
- 1981 – Diyarbekîr
- 1983 – Gûla Sor
- 1985 – Leyla
- 1987 – Girtîyên Azadîyê
- 1989 – Çaw Bella
- 1991 – Sî û Sê Gule
- 1994 – Dûrî
- 1997 – Bilûra Min
- 1998 – Destana Egîdekî
- 2003 – Derya
- 2003 – Konsera Batmanê (VCD & DVD)
- 2004 – Na Na
- 2006 – Off
- 2012 – Veger
- 2018 – Felek